# Källsjö kyrka
Källsjö kyrka är en kyrkobyggnad belägen i kyrkbyn Källsjö i Falkenbergs kommun. Den tillhör Källsjö församling i Göteborgs stift i Svenska kyrkan. 

## Historia

### Den gamla kyrkan
Sannolikt har kyrkplatsen medeltida ursprung. Enligt en uppmätning utförd vid mitten av 1810-talet hade den gamla kyrkan ett mått på 14,84 x 8,31 meter och var byggd i gråsten under spåntak utan torn. Kyrkklockan hängde i en klockstapel av trä. Under 1500-talet, då socknen tillhörde Danmark, kom ett påbud från den danske kungen att kyrkan skulle rivas och församlingsborna söka sig till andra närliggande kyrkor, vilket dock aldrig åtlyddes. År 1823 hölls flera stämmor med förslag om att Källsjö och Ullareds församlingar skulle ha gemensam kyrka i Hjärtared. En ort som ansågs ligga i centrum av de båda församlingarna, vilka vid den här tiden var förhållandevis glesbefolkade, men även detta förslag förkastades av både Källsjö- och Ullaredsborna.
Sedan väckelsepredikanten Benedict Andreæ Törnblom 1835 tillträtt som komminister, blev snart behovet av en större kyrka akut. Ögonvittnen från den tiden berättar hur det under hans predikningar i Källsjö var ofta så fullt av åkdon utanför kyrkan att man knappast kunde komma fram, och dessutom gingo förstås en mängd människor till fots, ofta flera mil. Folket brukade ha mat med sig och lågo stundom över natten i gårdarna nära kyrkan eller i prästgården. Det var alltså även sådana kyrkvandringar i den schartauanska väckelsens spår som skyndade på kyrkbygget och 1836 fick församlingen kollektmedel beviljade av Kungl. Maj:t och den gamla kyrkans öde var därmed beseglat.

#### Inventarier

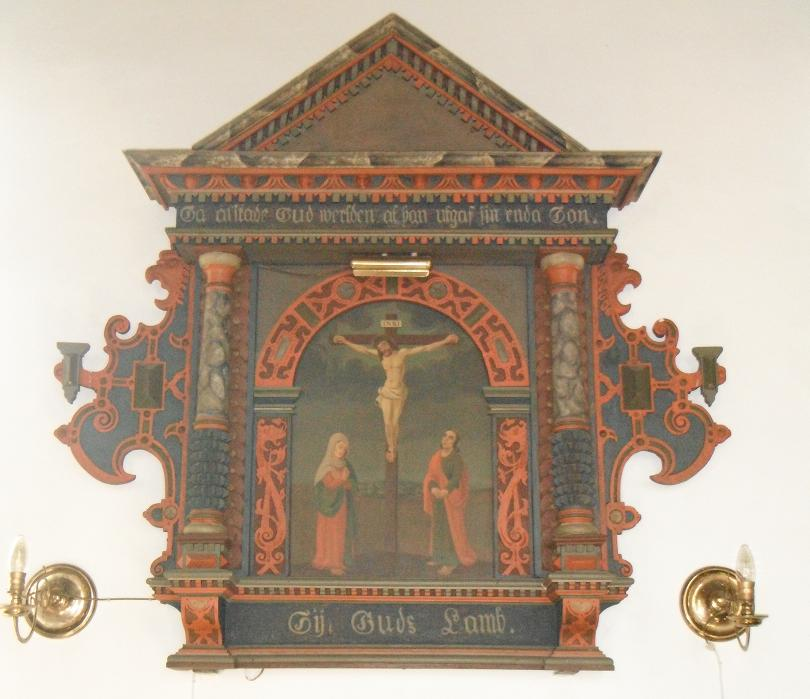
Gamla altartavlan från 1600-talet.

Vissa inventarier är bevarade från den gamla kyrkan. 
- Dopfunten är tillverkad under 1200-talet i grannsocknen Fagered, där det fanns en verkstad vid Funtaliden. Funten är i två delar med en totalhöjd på 80 cm. Cuppan är huggen i rödflammig granit, cylindrisk och något skrånande nedåt. Foten är huggen i svart granit och åttakantig med konkav översida och koniskt skaft. Den saknar uttömningshål.[5]
- Altartavlan från 1600-talet hänger på söderväggen och visar korsfästelsen med Jungfru Maria, Jesu mor och lärjungen Johannes vid varsin sida om Jesu kors. På tavlan står skrivet Så älskade Gud werlden at han utgaf sin enda Son (ur Johannes 3:16) och Sij, Guds Lamb.
- Den gamla predikstolen har bevarats och är deponerad i S:t Olofs kapell, Tylösand.
- Storklockan är från 1500-talet och saknar inskriptioner.
- Dopfat i mässing från 1621.
- I vapenhuset står en rödmålad kyrkkista från 1752.

### Dagens kyrkobyggnad
DEn nuvarande kyrkan uppfördes åren 1838–1841, förmodligen på samma plats där den äldre stenkyrkan tidigare legat och efter ritningar upprättade 1835 av lantmätare Wallmark. Byggmästare var Nils Andersson i Sandhult, som dock avled 1841, och arbetena kom istället att färdigställas av byggmästare S. Pettersson från samma socken. Byggnaden är nu 24 meter lång och 11 meter bred. Kyrkan invigdes den 20 juli 1842 av biskop Anders Bruhn.
Byggnaden är uppförd av vitputsad sten i nyklassicistisk stil. Det är en enskeppig salkyrka i sten, som består av ett rektangulärt långhus med en i öster inbyggd absid med bakomliggande smårum, däribland sakristian. Vid långhusets västgavel står tornet. Ingång finns i väster genom vapenhuset i tornets bottenvåning samt mitt på långhusets sydsida. Exteriören är typisk för byggnadstiden. De vitputsade murarna genombryts av rundbågiga fönsteröppningar. Ovanför sydportalen finns lunettfönster. Långhuset täcks av ett sadeltak, medan tornet kröns av en flack huv med lanternin, vars tak är krönt med enkelt kors. 
Invändigt finns ett flackt tunnvalv av trä och över det absidala korutsprånget ett hjälmvalv, likaså av trä. Kyrkorummets nuvarande färgsättning präglas av 1900-talets återkommande restaureringar.

### Inventarier
- En helt ny, rikt utsmyckad och ornamenterad predikstol med baldakin tillverkad av Johannes Andersson i Mjöbäck tillkom 1840. Hela uppsättningen är intakt, med sina ursprungliga mustiga färger utförda år 1842 av kyrkomålaren Theodor Mohme. Densamme utförde samtidigt även dekorationsmålningar i taket och på läktarbröstningen, vilka ännu är bevarade.
- Storklockan överförd från den gamla kyrkan. Lillklockan göts 1958 av M & O Ohlssons klockgjuteri AB i Ystad. Klockorna användes på orten av urgammal hävd för att ringa samman, första gången dels en halvtimma före och sista gången dels en kvart före utsatt gudstjänsttid, rimligtvis på grund av att inga församlingsbor bott på längre avstånd från kyrkan än att detta varit fullt tillräckligt för att hinna i tid.
- Dagens altartavla är från 1943 och består av en glasmålning i korfönstret, utförd av Einar Forseth, vilken föreställer den uppståndne Jesus omgiven av knäfallande änglar. Under honom avbildas ett vinträd med frukbärande grenar och symboler för de fyra evangelisterna (ängeln, lejonet, oxen och örnen).
- På läktarbröstningen har Mohme avbildat frälsaren och tolv av hans apostlar med olika klassiska attribut:

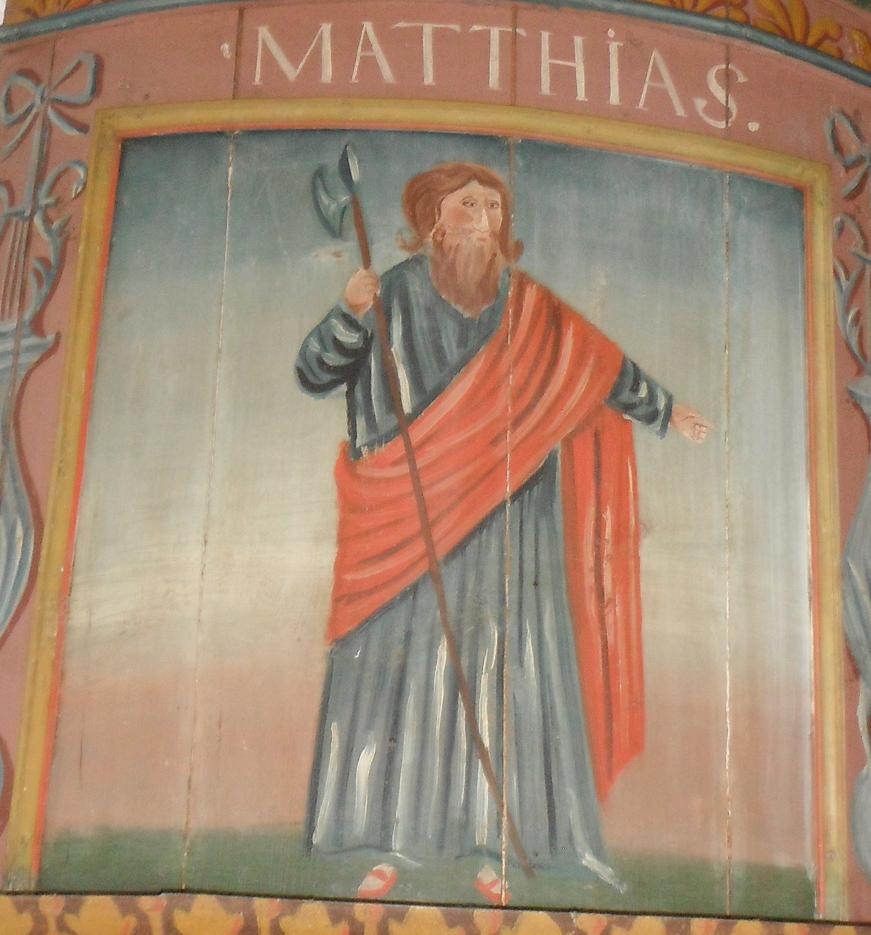
Mattias med en hillebard
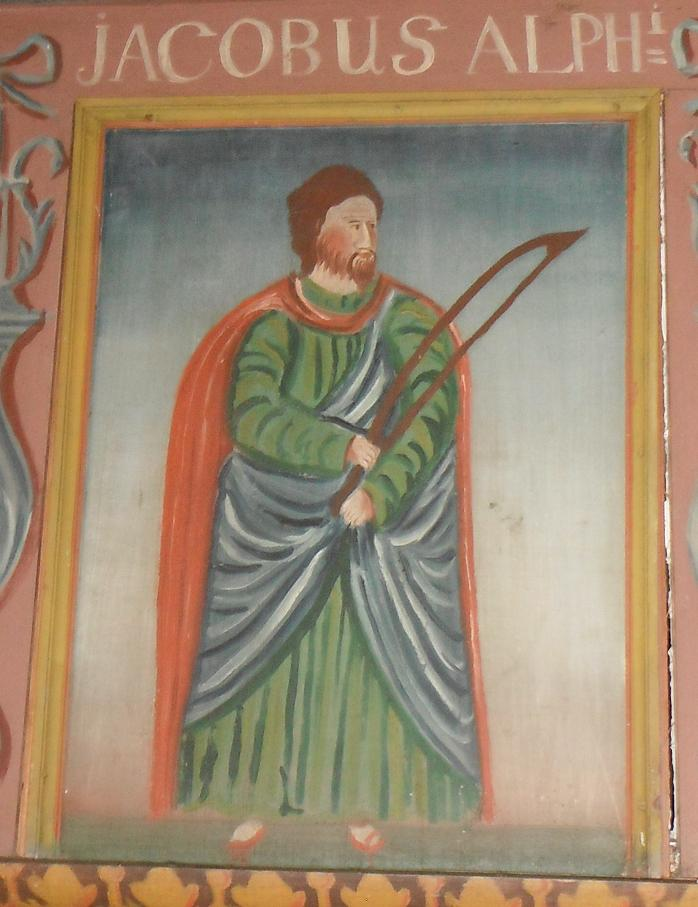
Jakob Alfeus son med en snickares bågsåg
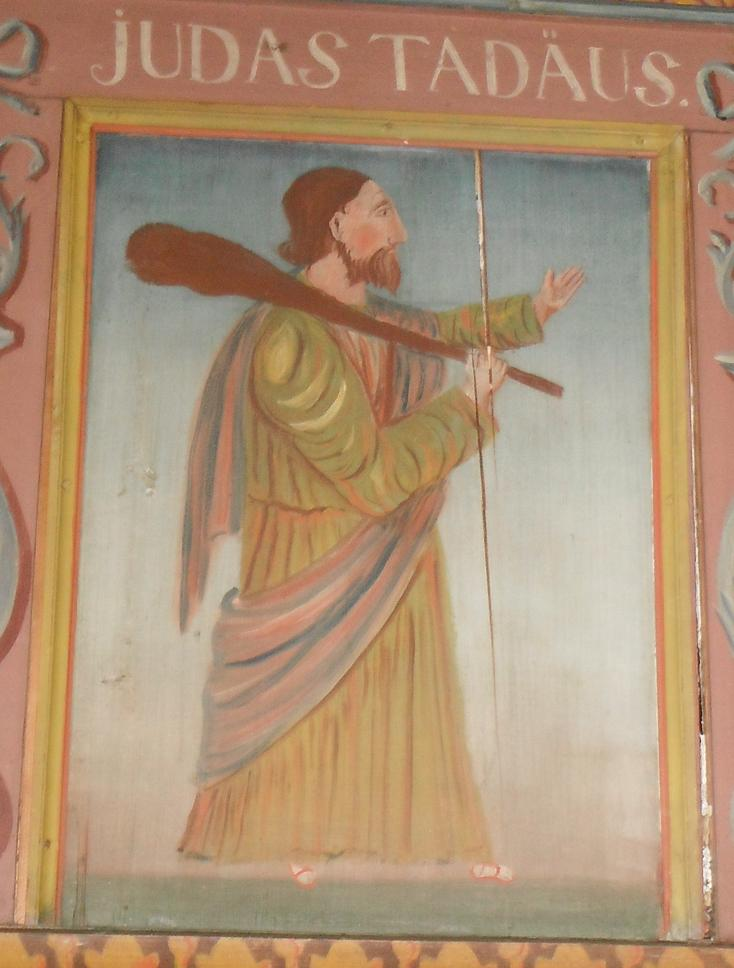
Judas Taddeus med en påk
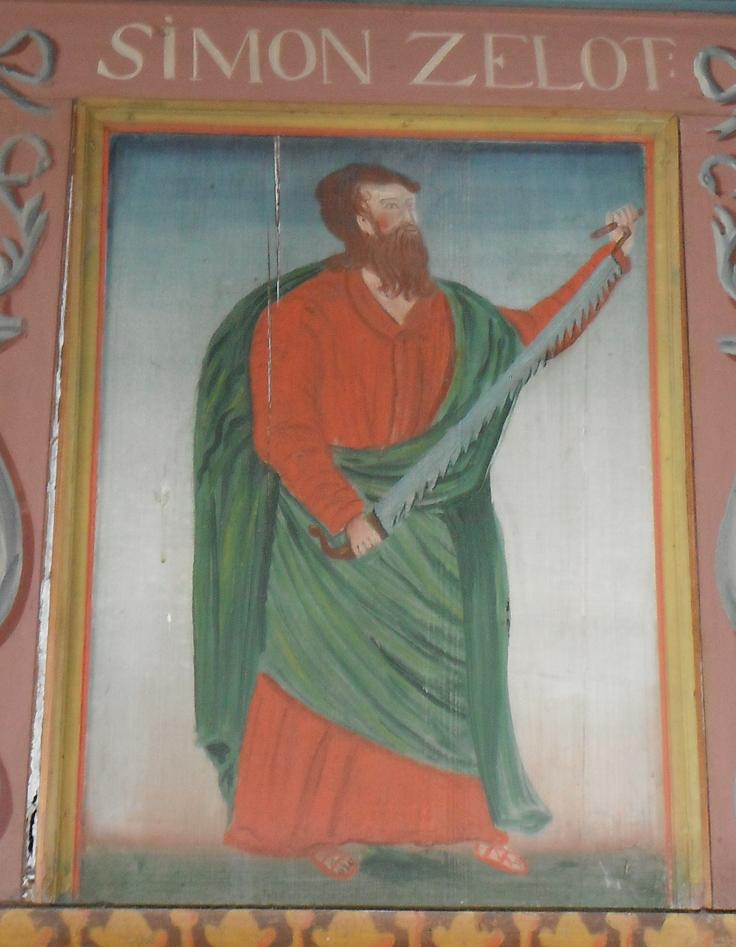
Simon Seloten med en såg
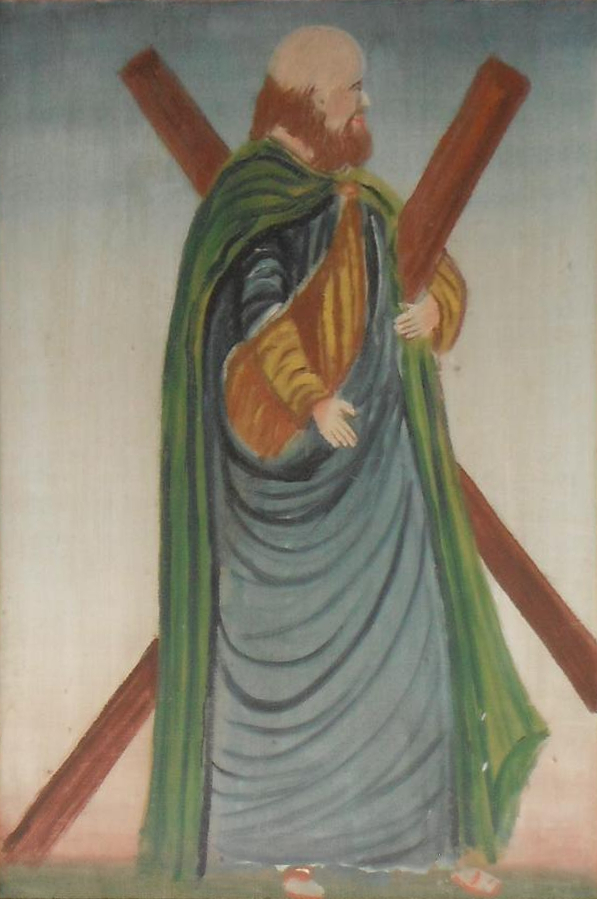
Andreas med ett Andreaskors
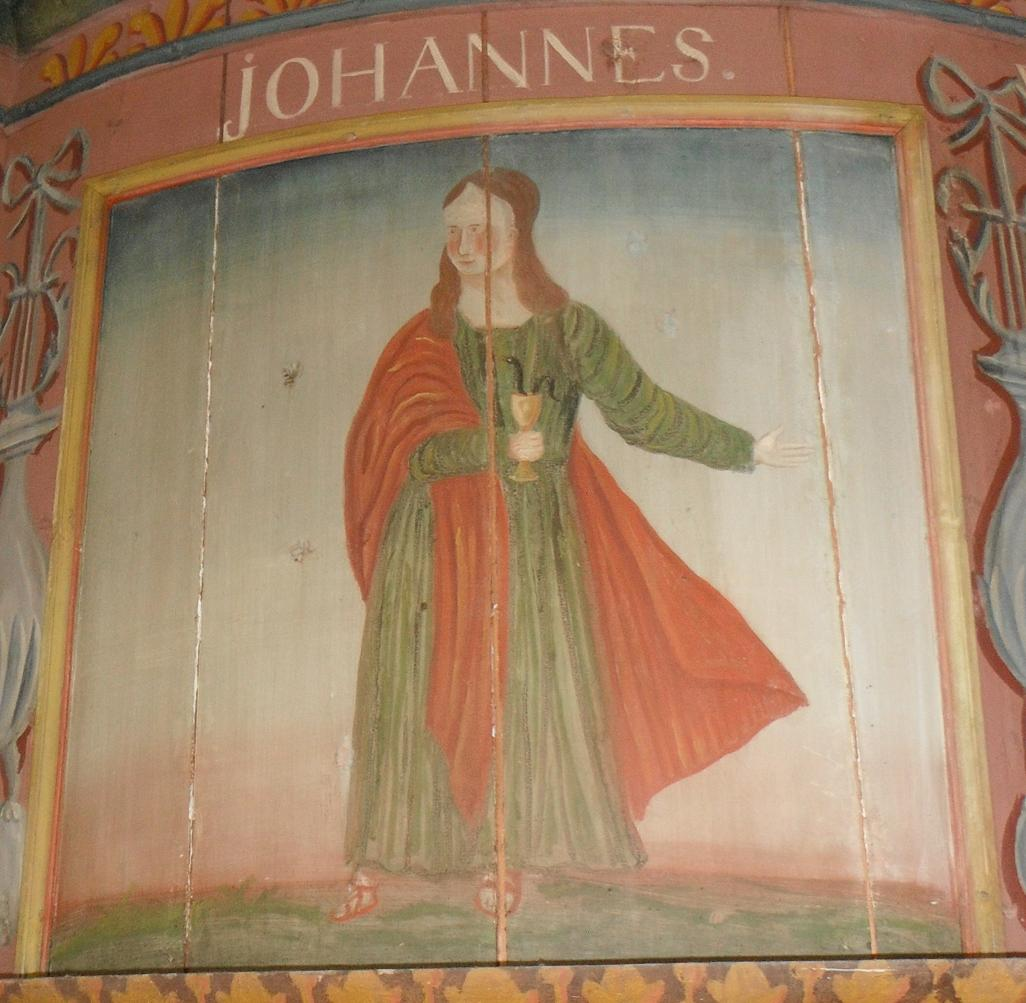
Johannes med en kalk och en orm
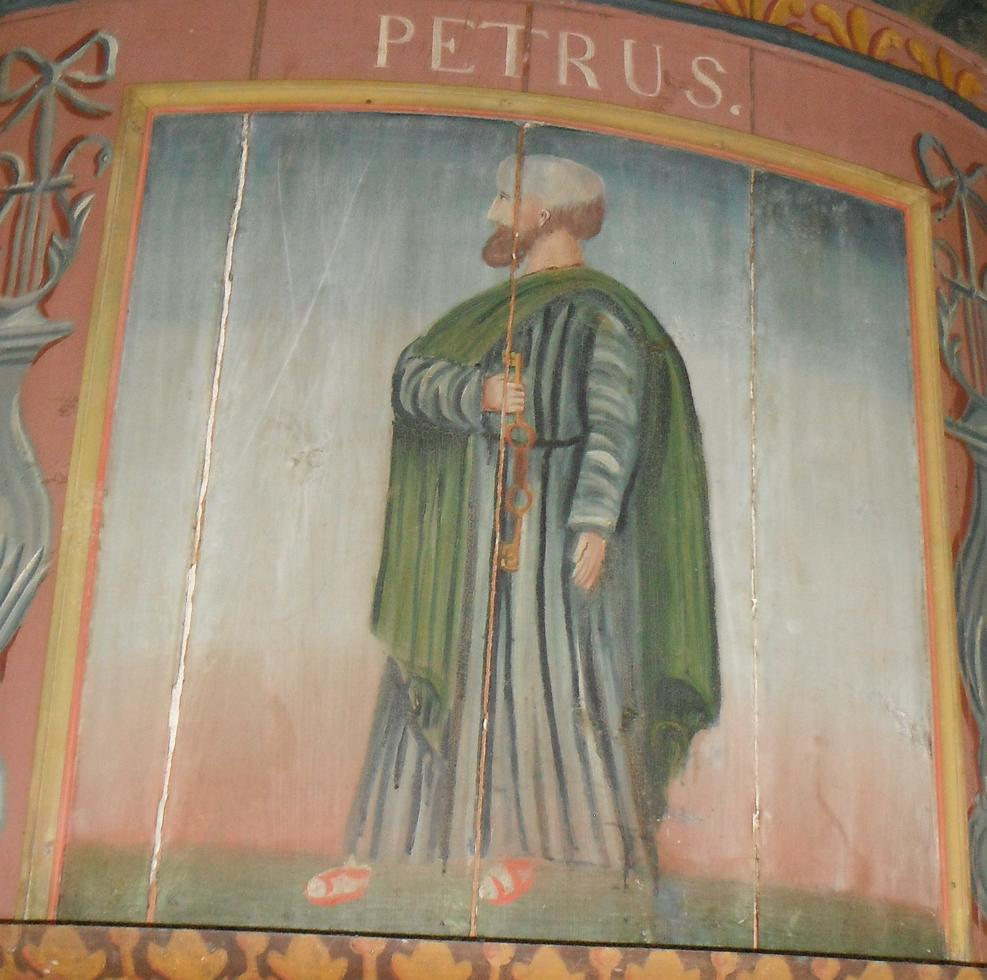
Petrus med himmelrikets nycklar
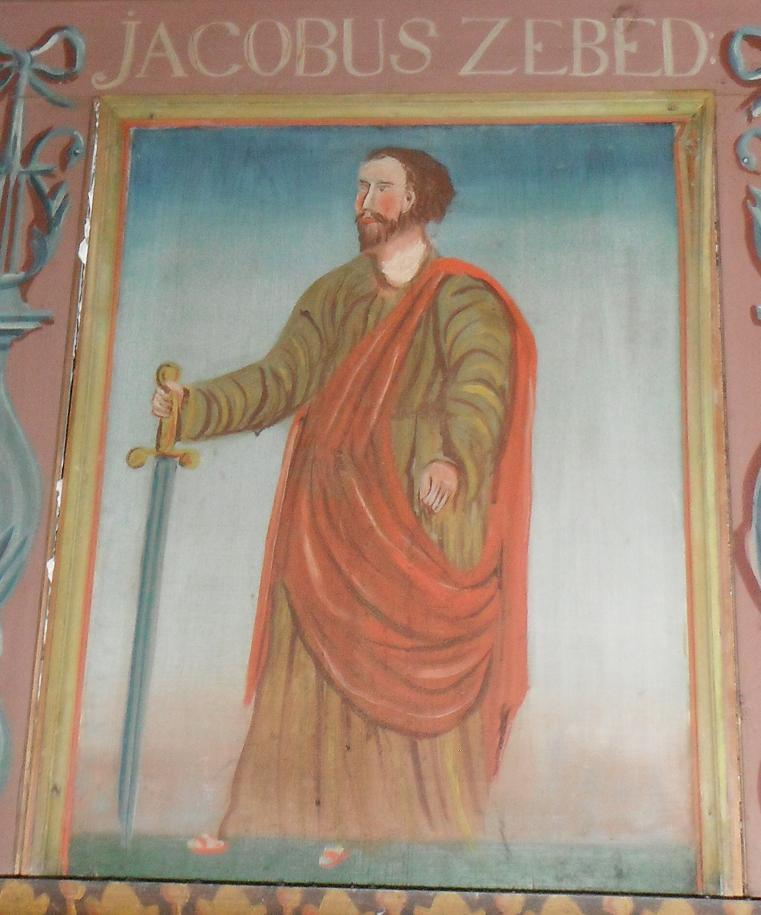
Jakob Sebedaios son med ett svärd
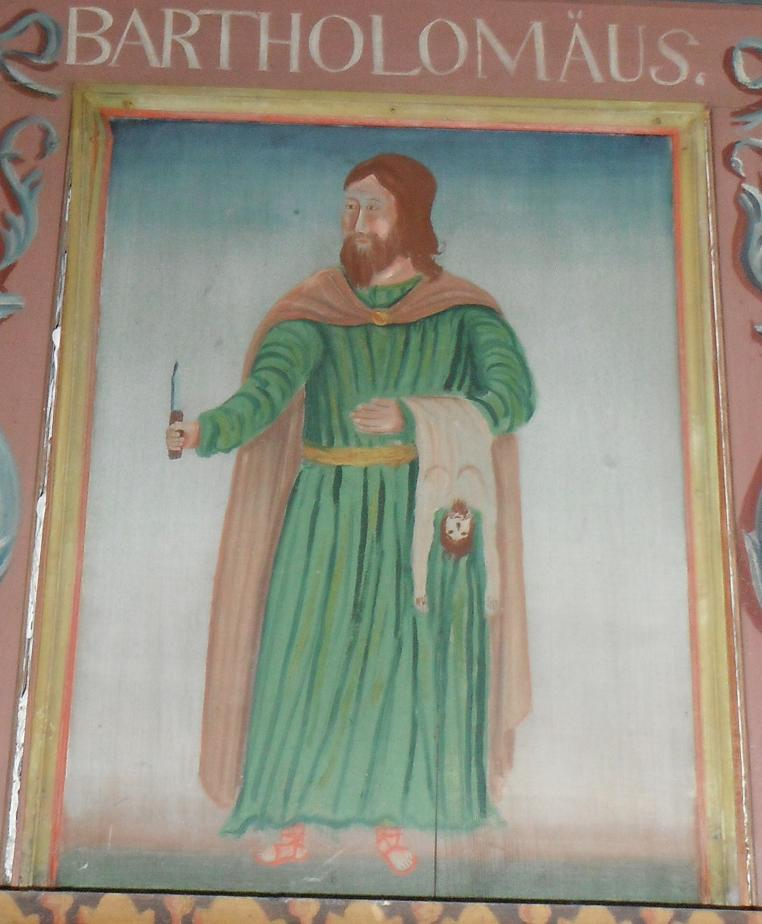
Bartolomaios med en kniv och sin egen flådda hud
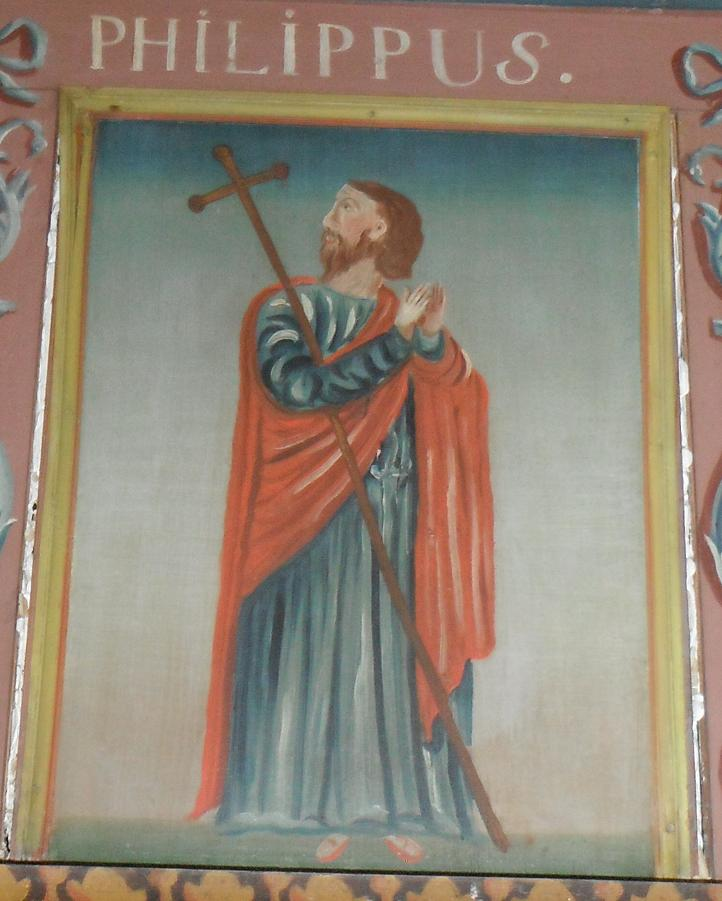
Filippos med ett Filippuskors
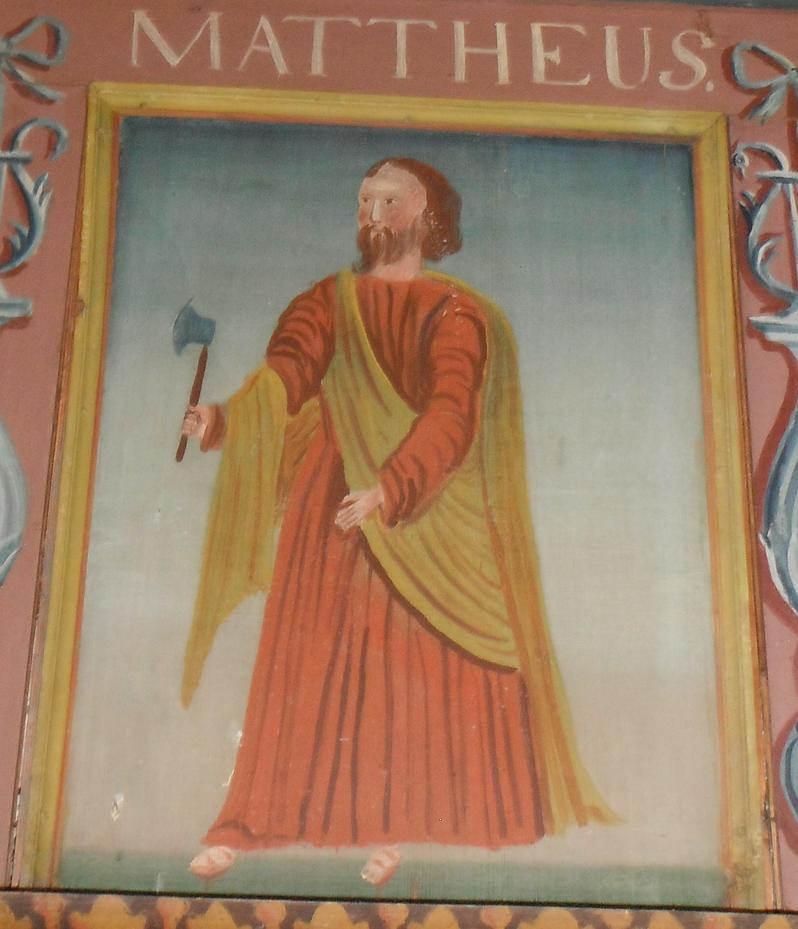
Matteus med en bila
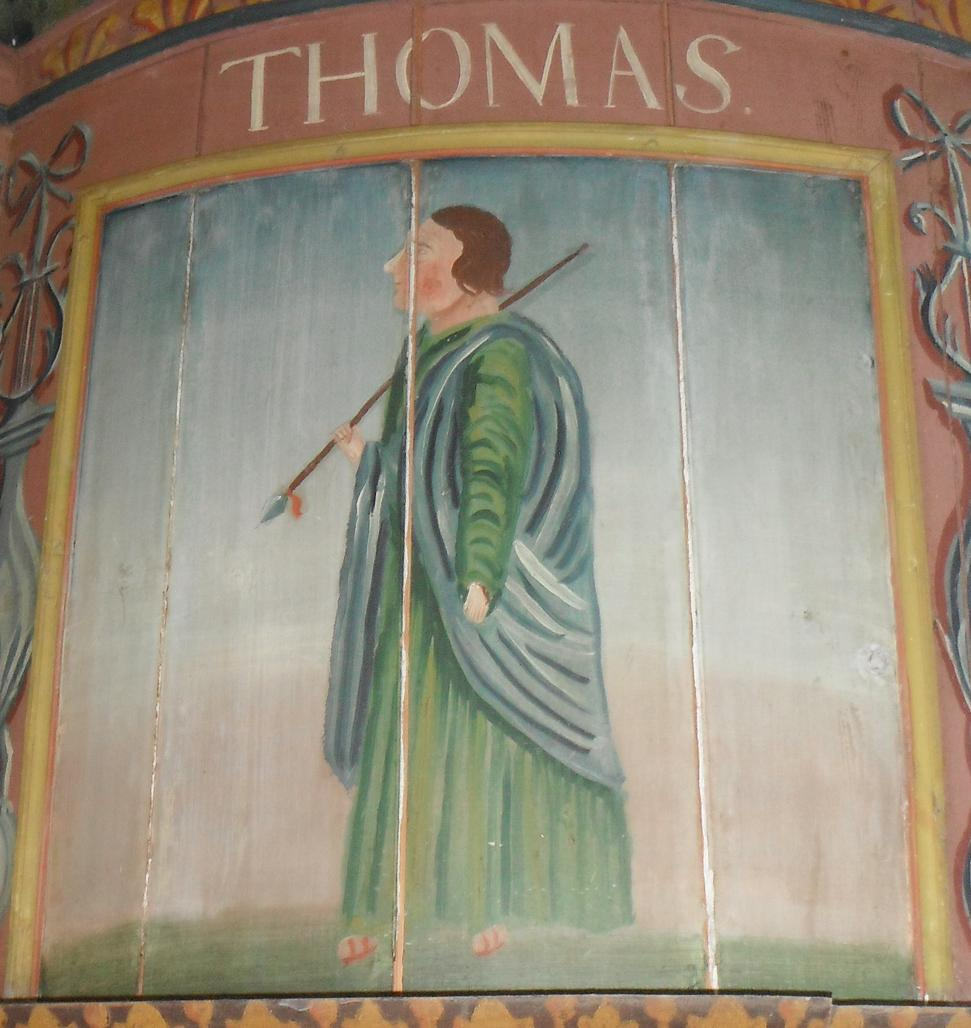
Tomas med en lans

### Orglar

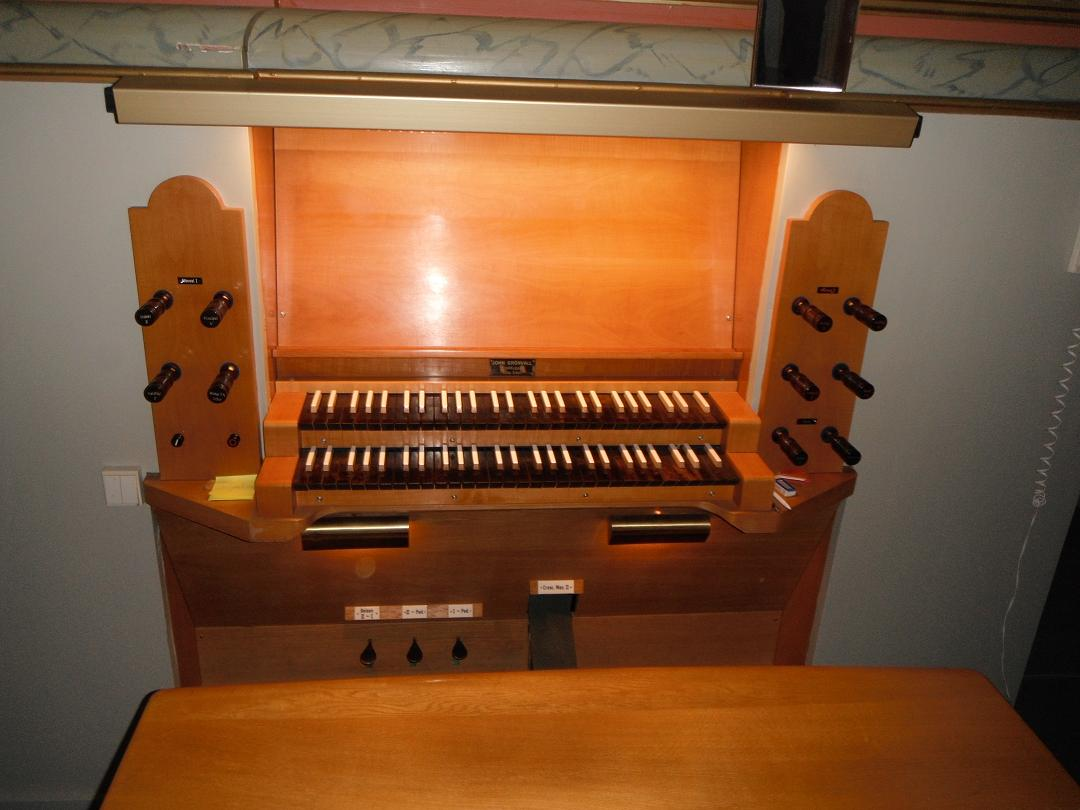
Spelbordet till Grönvallsorgeln från 1965.

- Orgelfasaden sattes upp år 1885, samma år som kyrkan fick sin första piporgel byggd av firma E. A. Setterquist & Son i Örebro. Dispositionen på denna äldsta orgel är inte känd. Den hade dock 4 1/2 stämmor på en enda manual och var försedd med bihangspedal[7]. Orgeln blev besiktigad Påskafton 4 april 1885 av organisten A. J. Kellerstedt i Okome, och invigdes Påskdagen 5 april 1885 av pastor E. Westerlund.[8]
- I kyrkan finns även ett harmonium (tramporgel).
- Dagens mekaniska orgelverk är tillverkat 1965 av John Grönvall Orgelbyggeri och finns bakom den bibehållna fasaden från 1885. Orgeln har tio stämmor fördelade på två manualer och pedal.[9]

| Huvudverk C-g³ | Bröstverk C-g³ | Pedalverk C-f¹ | Koppel                 |  |
| Manual I       | Manual II      | Subbas 16'     | I/II                   |  |
| Gedakt 8'      | Rörflöjt 8'    | Kvintadena 4'  | I/Pedal                |  |
| Principal 4'   | Täckflöjt 4'   |                | II/Pedal               |  |
| Waldflöjt 2'   | Principal 2'   |                | Svällverk på Manual II |  |
| Mixtur 3 ch    | Nasat 1 1/3'   |                |                        |  |

## Bilder

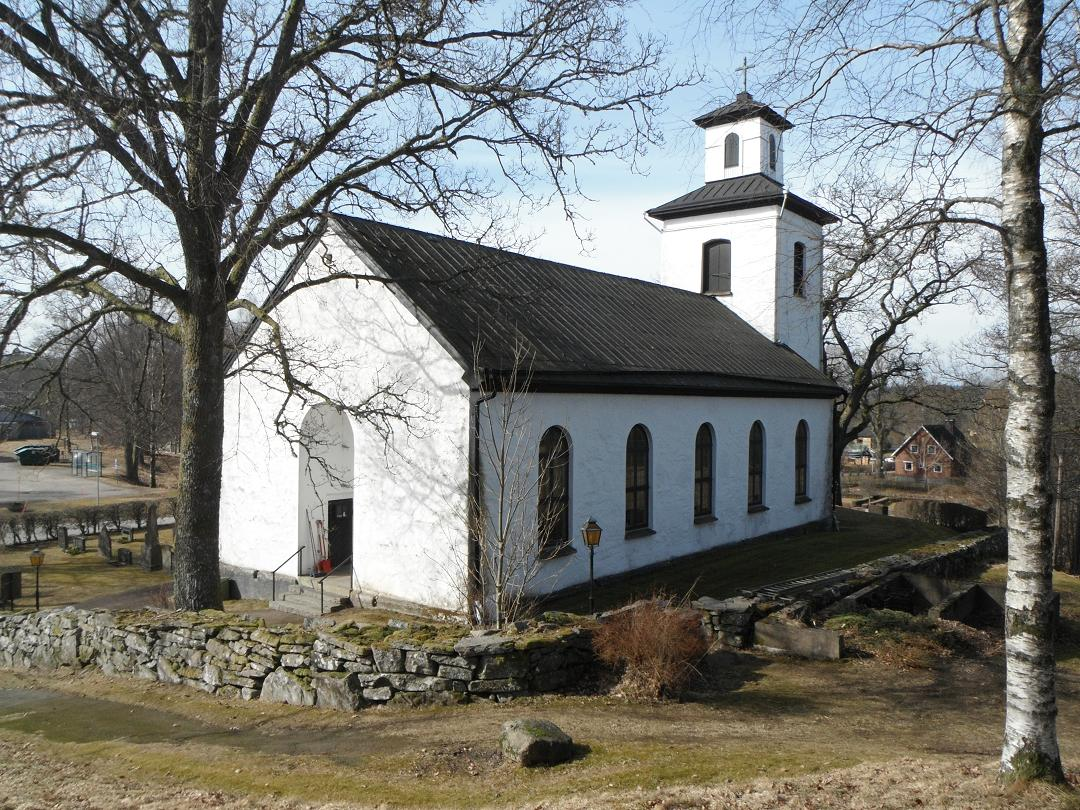
Exteriör från nordost.
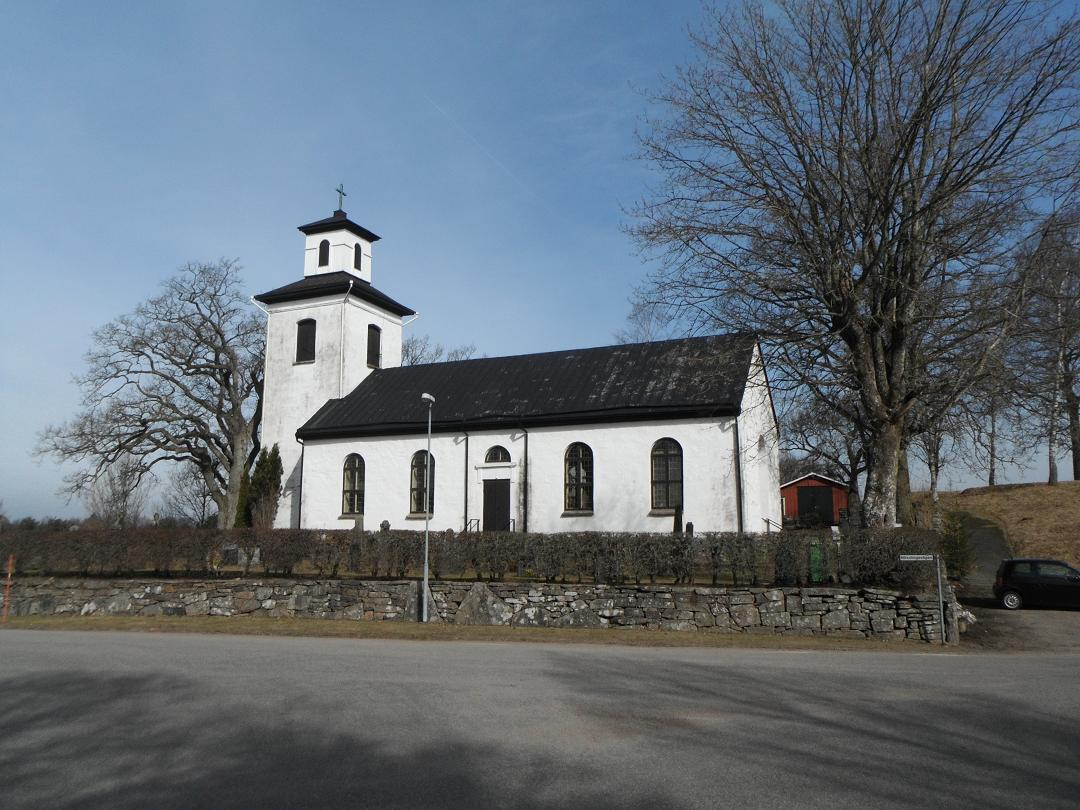
Exteriör från söder.
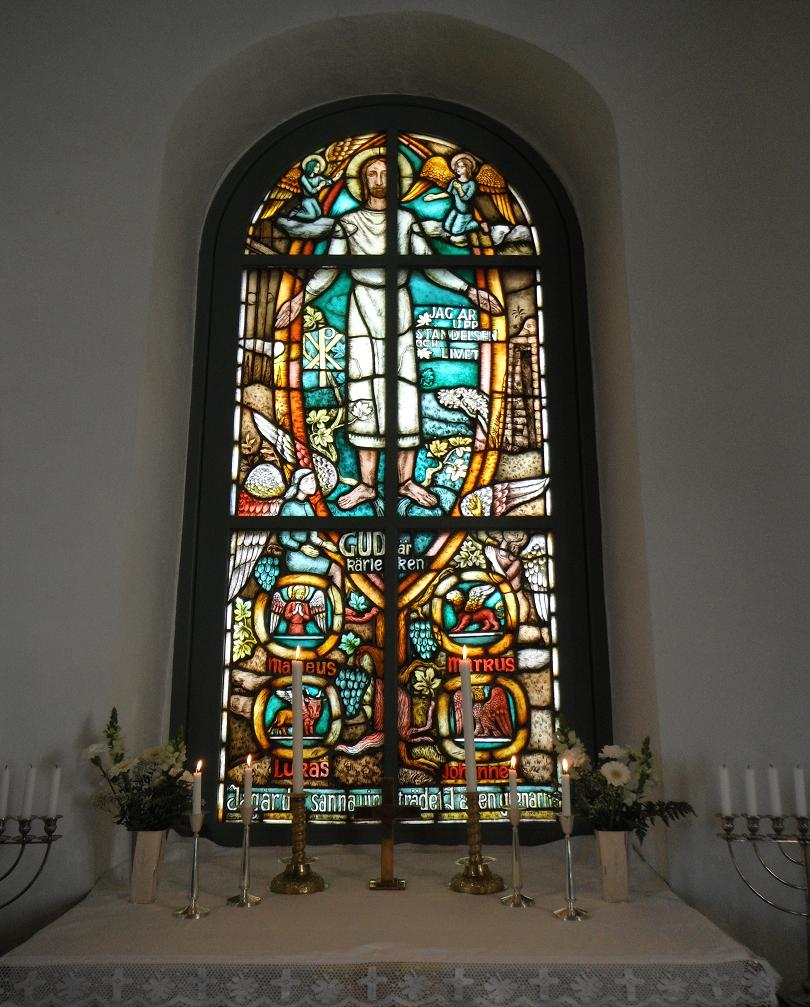
Korfönstret av Einar Forseth 1943.
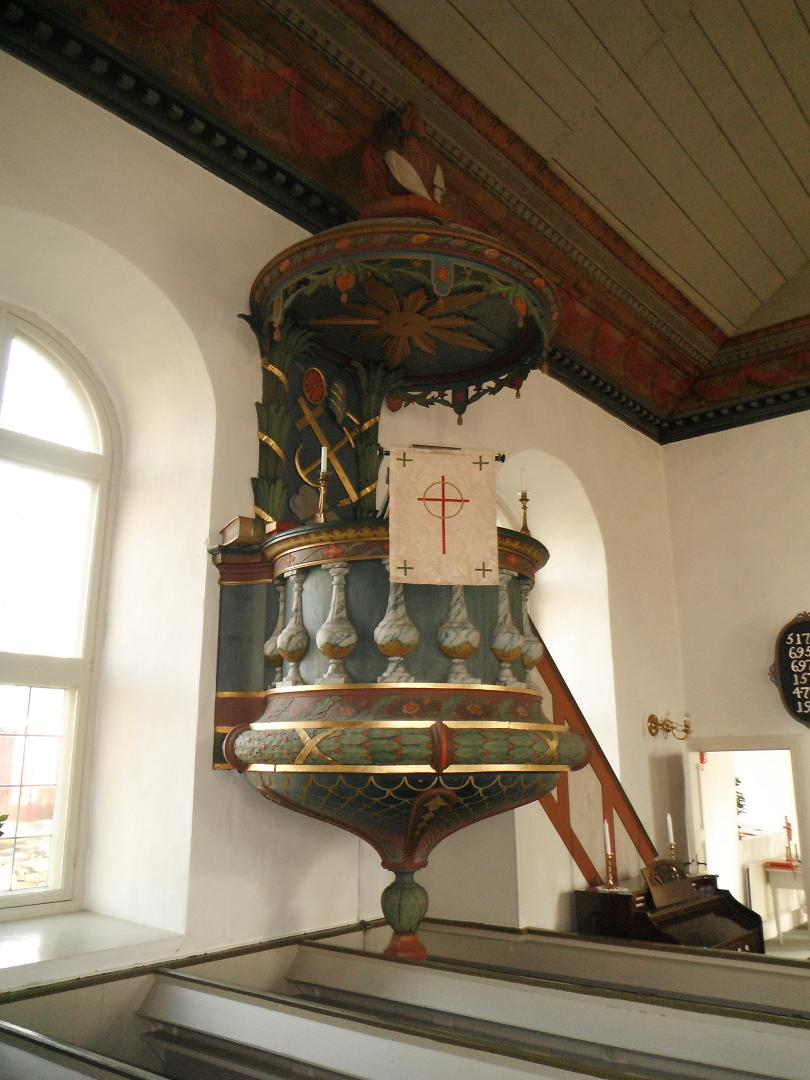
Predikstolen från 1840, målad 1842.
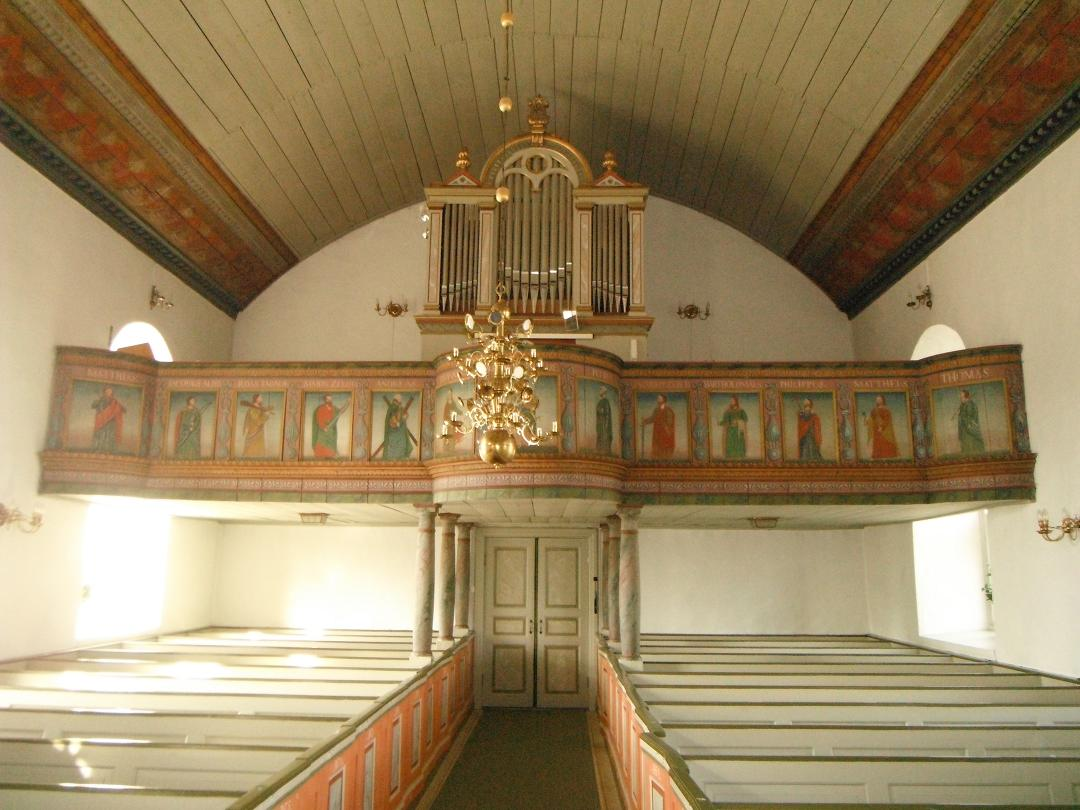
Kyrkans interiör mot orgelläktaren med målningar av Mohme.
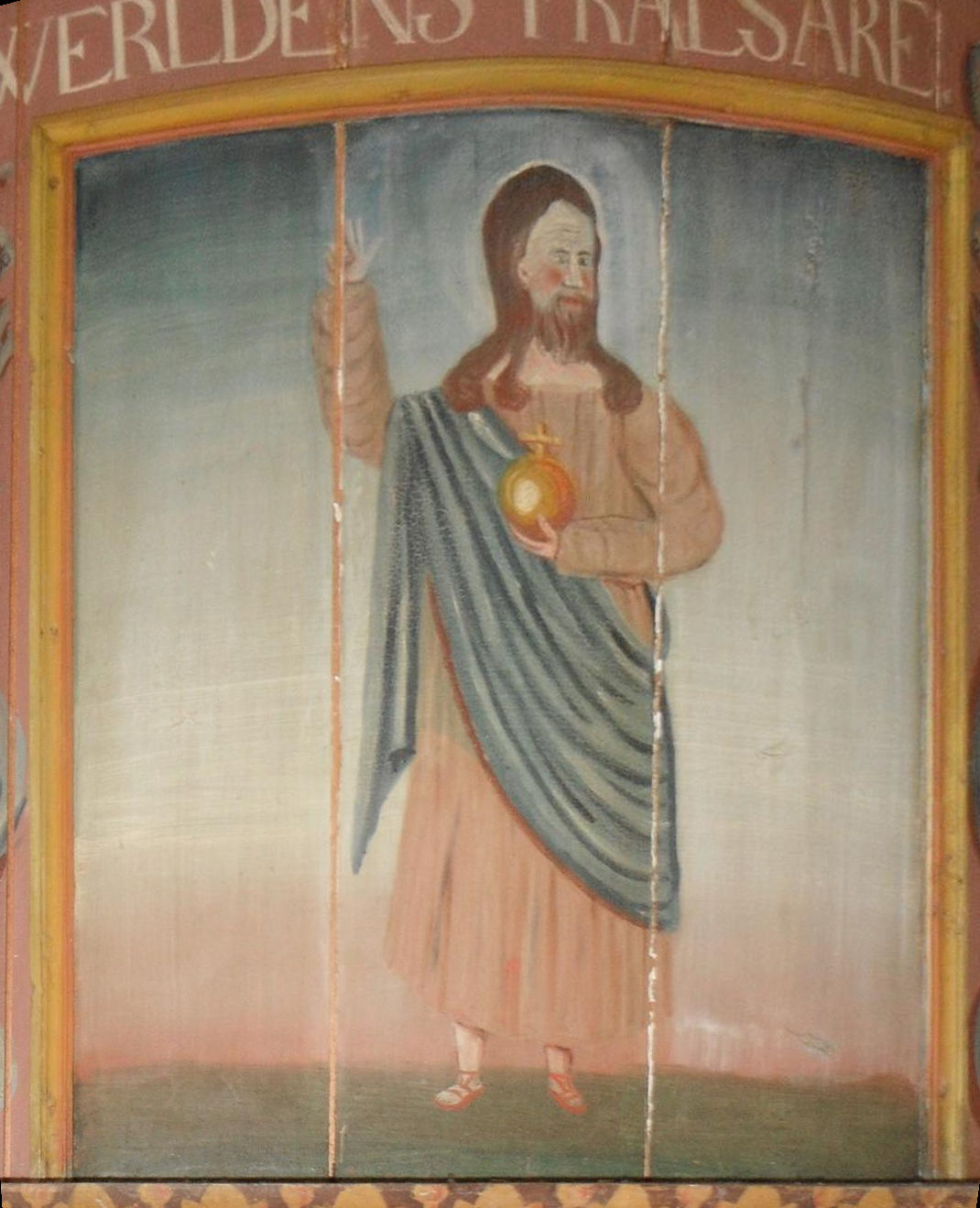
Jesus med en jordglob, detalj från läktarbröstningen (Mohme).
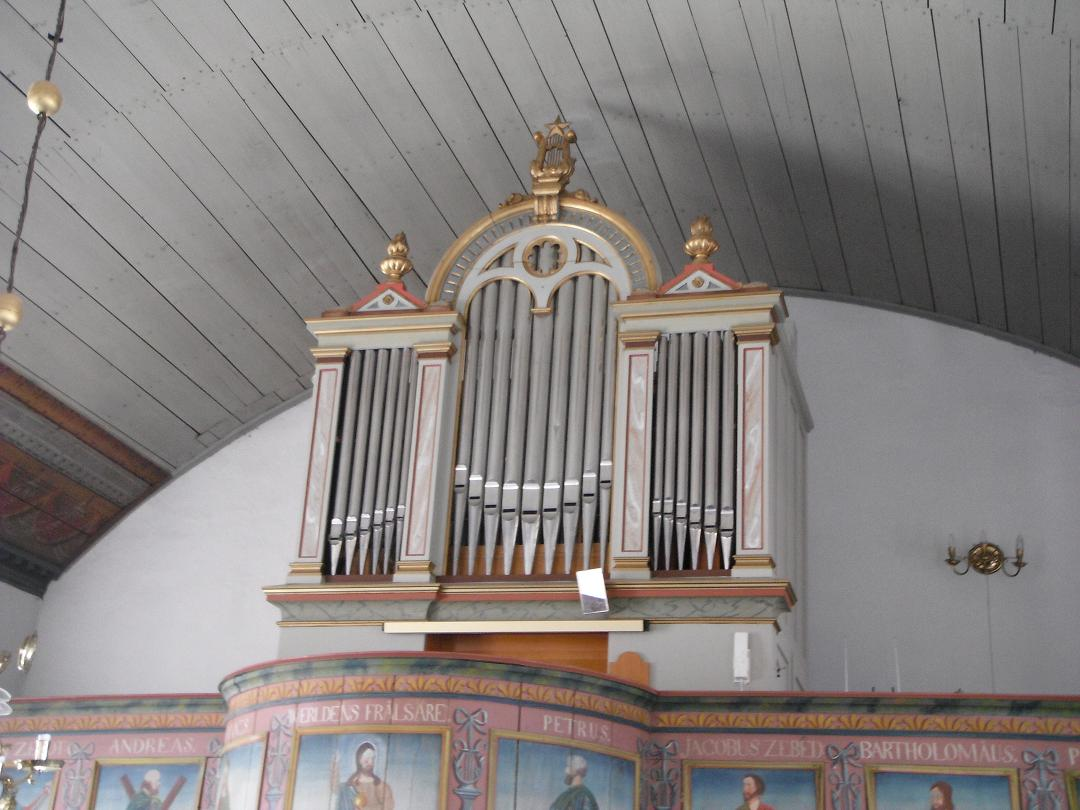
Orgelhuset till Setterquistorgeln från 1885.
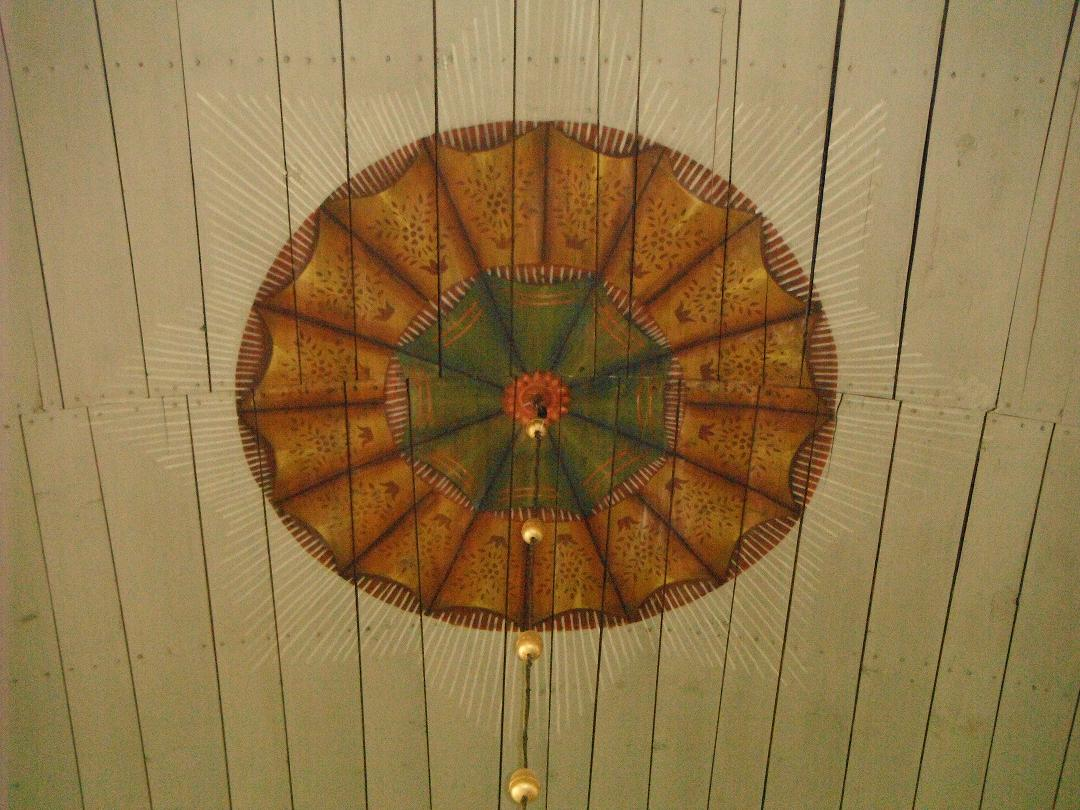
En av två takrosetter från 1842 (Mohme).
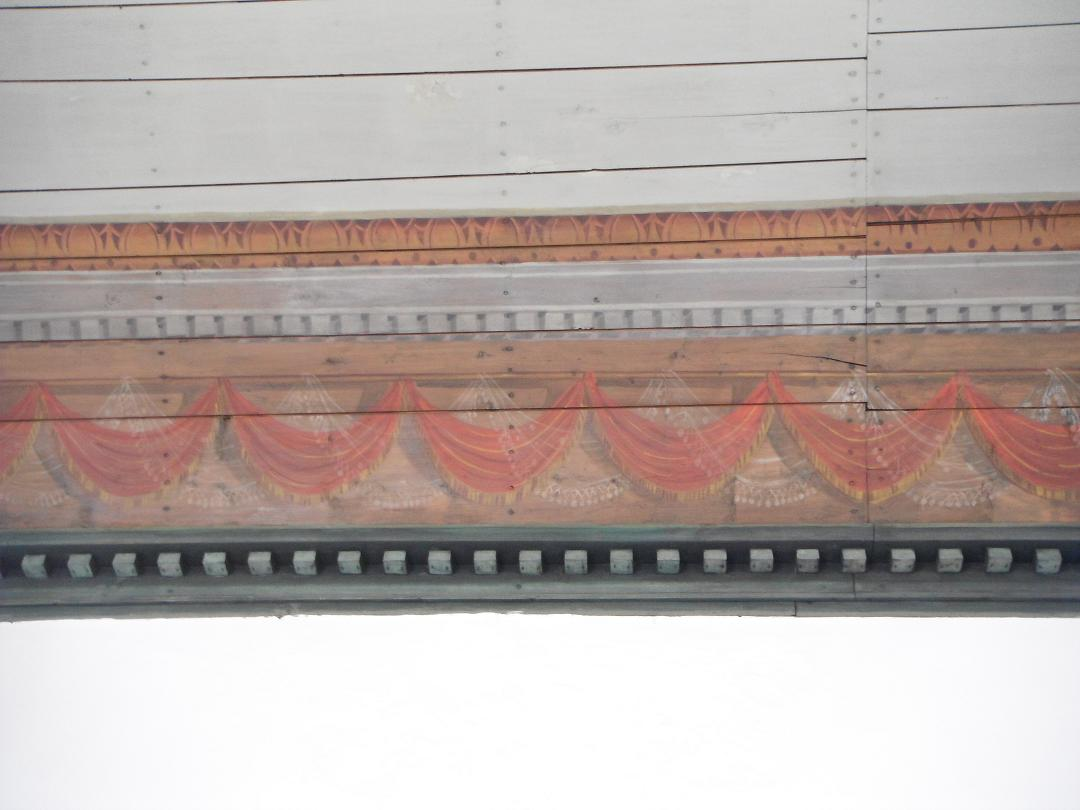
Detalj från kornischen längs foten av tunnvalvstaket (Mohme).
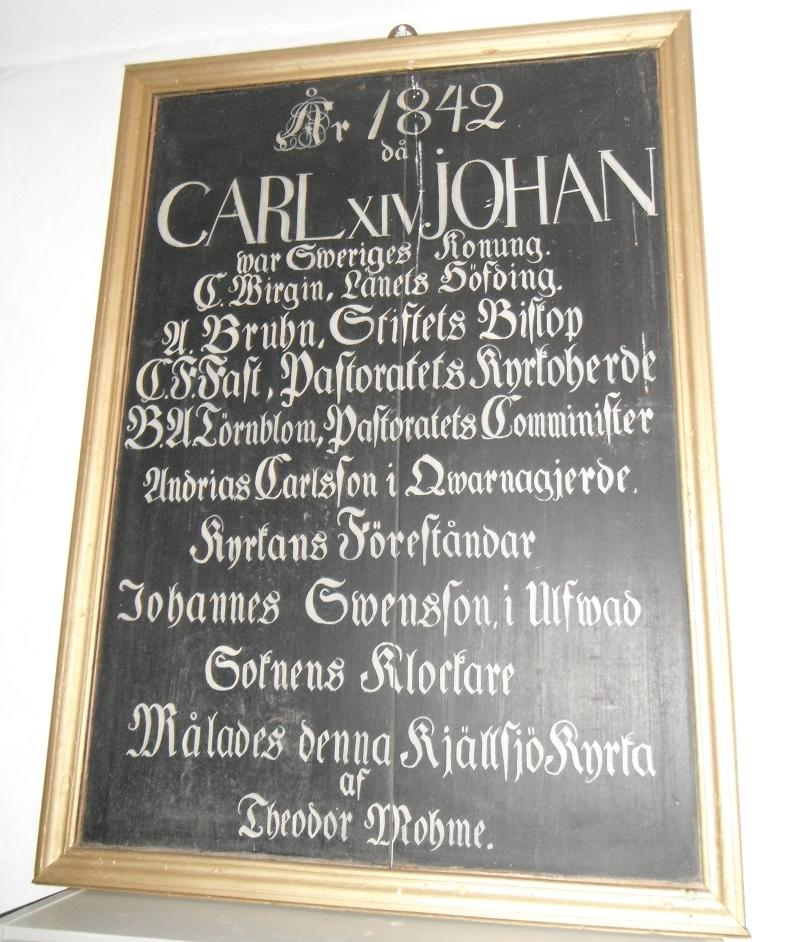
Minnestavla från vapenhuset över målningsarbetena 1842.